# 대꼬리박쥐
대꼬리박쥐(Common sheath-tailed bat) 또는 날카로운코무덤박쥐(sharp-nosed tomb bat, Taphozous georgianus)는 대꼬리박쥐과에 속하는 박쥐의 일종이다. 오스트레일리아에서 발견된다.